# Сарда (Марий Эл)
 Сарда  — деревня в Мари-Турекском районе Республики Марий Эл. Входит в состав Карлыганского сельского поселения.

## География
Находится в восточной части республики Марий Эл на расстоянии приблизительно 41 км по прямой на юго-восток от районного центра посёлка Мари-Турек.

## История
Основана в XVIII веке. В 1834 году в выселке Сарда Малмыжского уезда насчитывалось 15 дворов, 90 человек, в 1905 году в починке Сарда числилось 14 дворов, проживали 84 жителя. В 1970 году в деревне было также 84 жителя, а в 1979 году — 74. В 2000 году здесь оставалось 15 дворов. В советское время работали колхозы «Чевер ужара» («Яркая заря»), «Йошкар пеледыш», совхозы имени Кирова, «За мир» и «Сардаяльский».

## Население
Население составляло 55 человек (мари 100 %) в 2002 году, 54 в 2010.